# 三豊市立山本小学校
三豊市立山本小学校（みとよしりつ やまもとしょうがっこう）は、香川県三豊市山本町にある公立小学校。

## 概要
- 本校は、三豊市山本町にあった辻・河内・大野・神田の4小学校を統合して開校した。

## 沿革
- 2016年（平成28年）
  - 4月1日 - 辻・河内・大野・神田の4小学校を統合し、本校開校。
  - 日付不明 - 開校記念として、人文字の空撮を行った。
  - 日付不明 - 卒業記念品として、「開校記念碑」建立。
- 2017年（平成29年） - 進級指導教室開設。
- 2019年（平成31年・令和元年）
  - 1月 - 放課後児童クラブ併設。
  - 日付不明 - 運動場夜間照明とスポーツ少年団プレハブ倉庫を設置。

## 学区
- 三豊市の旧三豊郡山本町全域[1]

## アクセス
- 三豊市コミュニティバス山本線「西中」バス停下車後、徒歩約765m・約12分。
- JR四国予讃線豊浜駅、JR四国土讃線琴平駅、高松琴平電気鉄道琴電線琴電琴平駅の各駅から、上述の三豊市コミュニティバス山本線で、「西中」バス停下車後、徒歩。

## 周辺
- 香川県道226号財田西豊中線
- 山本町図書館
  - 山本町生涯学習センター
- 山本ふれあい公園
  - ゲートボール場
- 財田川
- 大上公民館

## 通学区域が隣接している学校
- 三豊市立財田小学校
- まんのう町立仲南小学校
- 三豊市立麻小学校
- 三豊市立二ノ宮小学校
- 三豊市立上高野小学校
- 三豊市立本山小学校
- 観音寺市立一ノ谷小学校
- 観音寺市立豊田小学校
- 観音寺市立粟井小学校
- （徳島県）三好市立白地小学校、三好市立池田小学校から選択可能な区域